# 金蔵寺駅

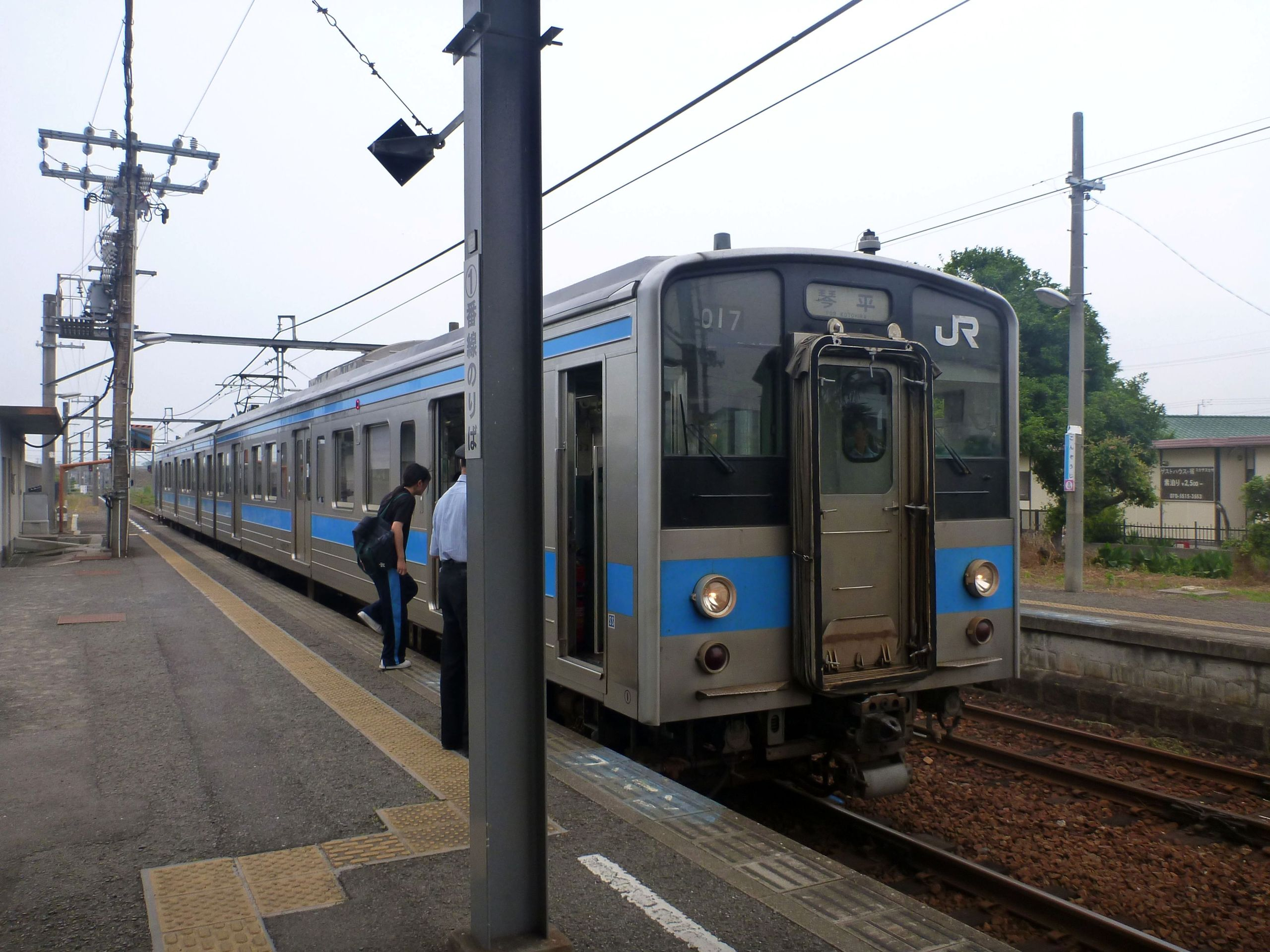
列車が停車中の様子

金蔵寺駅（こんぞうじえき）は、香川県善通寺市稲木町にある、四国旅客鉄道（JR四国）土讃線の駅である。駅番号はD13。

## 歴史
- 1896年（明治29年）10月6日：讃岐鉄道の駅として開業[1]。
- 1904年（明治37年）12月1日：讃岐鉄道が山陽鉄道に買収され、同社の駅となる。
- 1906年（明治39年）12月1日：山陽鉄道が国有化され、官設鉄道（後に国鉄）の駅となる[2]。
- 1970年（昭和45年）
  - 6月1日：小口扱い貨物の取り扱いを廃止[2]。
  - 10月1日：無人駅化[3]（簡易委託駅化[4]）。同時に手荷物及び小荷物の取り扱いを廃止[2][5]。
- 1987年（昭和62年）4月1日：国鉄分割民営化により、JR四国の駅となる[2]。
- 2008年（平成20年）6月：簡易委託中止、無人化。
- 2010年（平成22年）3月：駅舎北側に駐輪場が整備される。

## 駅構造
相対式ホーム2面2線の交換可能な地上駅で、駅舎側1番線が上下本線（制限速度120km/h）、2番線が上下副本線の一線スルー。停車列車も含め、行違いがない場合は両方向とも駅舎側の1番のりばを通行する。
駅舎は新しいタイルづくりの簡易なものだが、駅前の食料品の店 (2015年9月時点では閉店) で2008年（平成20年）6月まで乗車券販売を受託していた。現在は待合室内にオレンジカード未対応の自動券売機が設置されている。ホーム間に通路が無いため、駅舎側でないホーム（2番のりば）へは南側の道路から直接入る。無人駅。駅舎内にはかつて汲取便所があったが、現在は水洗化されている。
2020年3月14日から多度津駅 - 琴平駅間にICOCAなどの交通系ICカードが導入されたが、当駅は導入対象外であるためICOCAなどの交通系ICカードは使用できない。

### のりば
| のりば | 路線    | 方向 | 行先                     |
| ------ | ------- | ---- | ------------------------ |
| 1・2   | ■土讃線 | 上り | 多度津・高松・岡山方面   |
| 1・2   | ■土讃線 | 下り | 琴平・阿波池田・高知方面 |

## 利用状況
1日平均の乗車人員は以下の通り。
| 乗車人員推移 | 乗車人員推移 |
| 年度         | 1日平均人数  |
| ------------ | ------------ |
| 2008年       | 201          |
| 2009年       | 208          |
| 2010年       | 205          |
| 2011年       | 199          |
| 2012年       | 215          |
| 2013年       | 225          |
| 2014年       | 233          |
| 2015年       |              |
| 2016年       |              |
| 2017年       | 258          |
| 2018年       | 261          |
| 2019年       | 275          |

## 駅周辺
- 金倉寺 - 四国霊場七十六番札所。駅名とちがい「倉」と表記する。ただし同寺院の所在地は当駅の表記と同じ「金蔵寺町」である。徒歩5分ほど。
- 善通寺金蔵寺郵便局
- 高松自動車道善通寺IC・BS - 約1.2 km
- 香川県立丸亀競技場。徒歩25分ほど - 約2 km
- 国道11号
- 国道319号
- 香川県道18号善通寺府中線
- 香川県道25号善通寺多度津線
- 香川県道33号高松善通寺線

## その他
- 1963年に廃止になった琴平参宮電鉄丸亀線にも金蔵寺駅があった。土讃線金蔵寺駅から東側に離れた香川県道25号善通寺多度津線上に設置されていた。

## 隣の駅
四国旅客鉄道（JR四国）
■土讃線
■快速「サンポート」・■普通
多度津駅 (D12) - 金蔵寺駅 (D13) - 善通寺駅 (D14)